# Onthophagus iumienus
Onthophagus iumienus là một loài bọ cánh cứng trong họ Bọ hung (Scarabaeidae).